# Christian Kovacevic

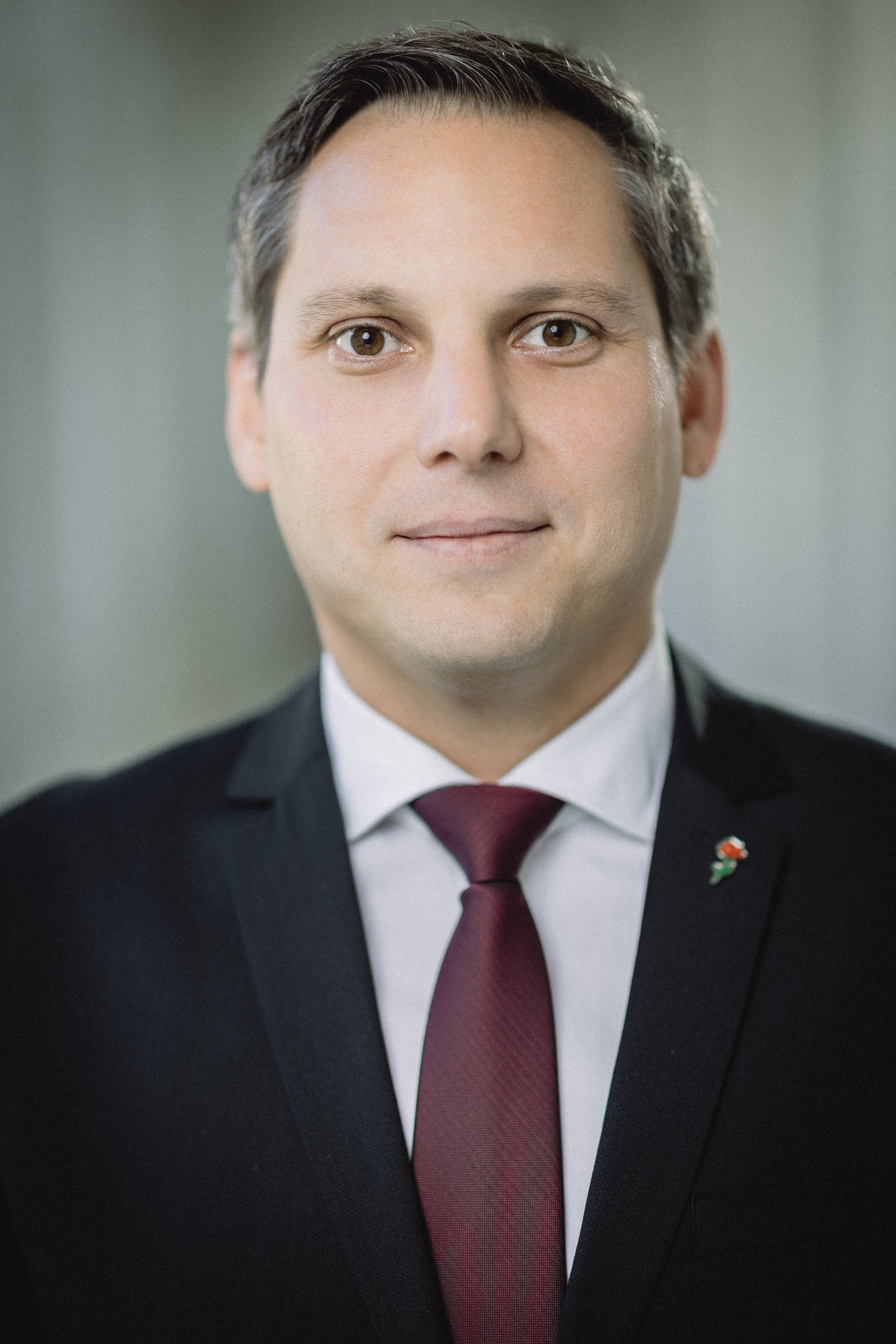
Christian Kovacevic (2022)

Christian Kovacevic (* 6. August 1983 in Wörgl, Tirol) ist ein österreichischer Politiker der Sozialdemokratischen Partei Österreichs (SPÖ). Vom 9. November 2017 bis zum 22. Oktober 2019 war er Abgeordneter zum Nationalrat. Seit dem 25. Oktober 2022 ist er Abgeordneter zum Tiroler Landtag.

## Leben
Christian Kovacevic besuchte nach der Volks- und Hauptschule in Wörgl von 1997 bis 2002 die dortige Handelsakademie. Anschließend war er bis 2017 als Disponent und Speditions- sowie Niederlassungsleiter bei verschiedenen Speditionsunternehmen tätig.
Seit 2010 ist er Mitglied des Gemeinderates in Wörgl (Liste Hedi Wechner), wo er seit März 2023 als Stadtrat amtiert. 2014 wurde er Bezirksvorsitzender-Stellvertreter der Jungen Generation (JG) in der SPÖ Kufstein. Seit 2016 fungiert er als Stadtparteivorsitzender der SPÖ Wörgl und Bezirksparteivorsitzender der SPÖ im Bezirk Kufstein. Bei der Nationalratswahl 2017 kandidierte er als Listenzweiter hinter Selma Yildirim für die SPÖ Tirol. Am 9. November 2017 wurde er als Abgeordneter zum Nationalrat angelobt. Nach der Nationalratswahl 2019 schied er aus dem Nationalrat aus.
Nach der Landtagswahl in Tirol 2022 wurde er am 25. Oktober 2022 in der konstituierenden Sitzung der XVIII. Gesetzgebungsperiode als Abgeordneter zum Tiroler Landtag angelobt. Für die Nationalratswahl 2024 wurde er zum SPÖ-Spitzenkandidaten im Tiroler Unterland gewählt.
Im FC Nationalrat, der Fußballmannschaft des österreichischen Parlaments, spielt er Fußball.